# WZ Большой Медведицы
WZ Большой Медведицы (лат. WZ Ursae Majoris) — одиночная звезда в созвездии Большой Медведицы на расстоянии приблизительно 1420 световых лет (около 436 парсеков) от Солнца. Видимая звёздная величина звезды — от +10m до +9,5m.

## Характеристики
WZ Большой Медведицы — жёлто-белая звезда спектрального класса F5; ранее считалась переменной звездой, но дальнейшие наблюдения переменности не подтвердили.